# Caminus albus
Caminus albus är en svampdjursart som beskrevs av Gustavo Pulitzer-Finali 1996. Caminus albus ingår i släktet Caminus och familjen Geodiidae.
Artens utbredningsområde är Papua Nya Guinea. Inga underarter finns listade i Catalogue of Life.